# Вебстер (округ, Західна Вірджинія)
Шаблон:StateAbbr_ 38°29′ пн. ш. 80°26′ зх. д. / 38.49° пн. ш. 80.43° зх. д.
Округ  Вебстер (англ. Webster County) — округ (графство) у штаті  Західна Вірджинія, США. Ідентифікатор округу 54101.

## Історія
Округ утворений 1860 року.

## Демографія
За даними перепису 2000 року загальне населення округу становило 9719 осіб, усе сільське. Серед мешканців округу чоловіків було 4783, а жінок — 4936. В окрузі було 4010 домогосподарств, 2816 родин, які мешкали в 5273 будинках. Середній розмір родини становив 2,89.
Віковий розподіл населення поданий у таблиці:
| Стать    | До 15 років | 15-21 | 22-29 | 30-39 | 40-49 | 50-65 | 65-85 | Понад 85 |
| -------- | ----------- | ----- | ----- | ----- | ----- | ----- | ----- | -------- |
| Чоловіки | 932         | 439   | 442   | 613   | 768   | 973   | 561   | 55       |
| Жінки    | 873         | 444   | 445   | 609   | 811   | 888   | 740   | 126      |

## Суміжні округи
- Льюїс — північ
- Апшер — північ
- Рендолф — схід
- Покахонтас — південний схід
- Ґрінбраєр — південь
- Ніколас — південний захід
- Брекстон — захід

## Виноски
1. ↑  U.S. Decennial Census. United States Census Bureau. Архів оригіналу за 19 липня 2018. Процитовано 16 січня 2014.
2. ↑  Historical Census Browser. University of Virginia Library. Архів оригіналу за 16 серпня 2012. Процитовано 16 січня 2014.
3. ↑  Population of Counties by Decennial Census: 1900 to 1990. United States Census Bureau. Архів оригіналу за 3 червня 2013. Процитовано 16 січня 2014.
4. ↑  Census 2000 PHC-T-4. Ranking Tables for Counties: 1990 and 2000 (PDF). United States Census Bureau. Архів оригіналу (PDF) за 18 грудня 2014. Процитовано 16 січня 2014.
5. ↑  State & County QuickFacts. United States Census Bureau. Архів оригіналу за 5 вересня 2015. Процитовано 16 січня 2014.(англ.) Наведено за англійською вікіпедією.
6. ↑  American FactFinder. Бюро перепису населення США. Архів оригіналу за 26 лютого 2012. Процитовано 31 січня 2008.

| США | Це незавершена стаття з географії США. Ви можете допомогти проєкту, виправивши або дописавши її. |